# Karine Rambault
Karine Rambault, née le 4 mai 1971 à Angers, est une judokate française.

## Biographie
Aux Championnats d'Europe par équipes de judo, elle est médaillée d'or en 1996, 1997, 1998 et 2000 et médaillée d'argent en 1994. Elle est médaillée d'argent des moins de 66 kg  à l'Universiade d'été de 1995. Au niveau national, elle est sacrée championne de France des moins de 70 kg en 1998 et en 1999.